# Economía del don

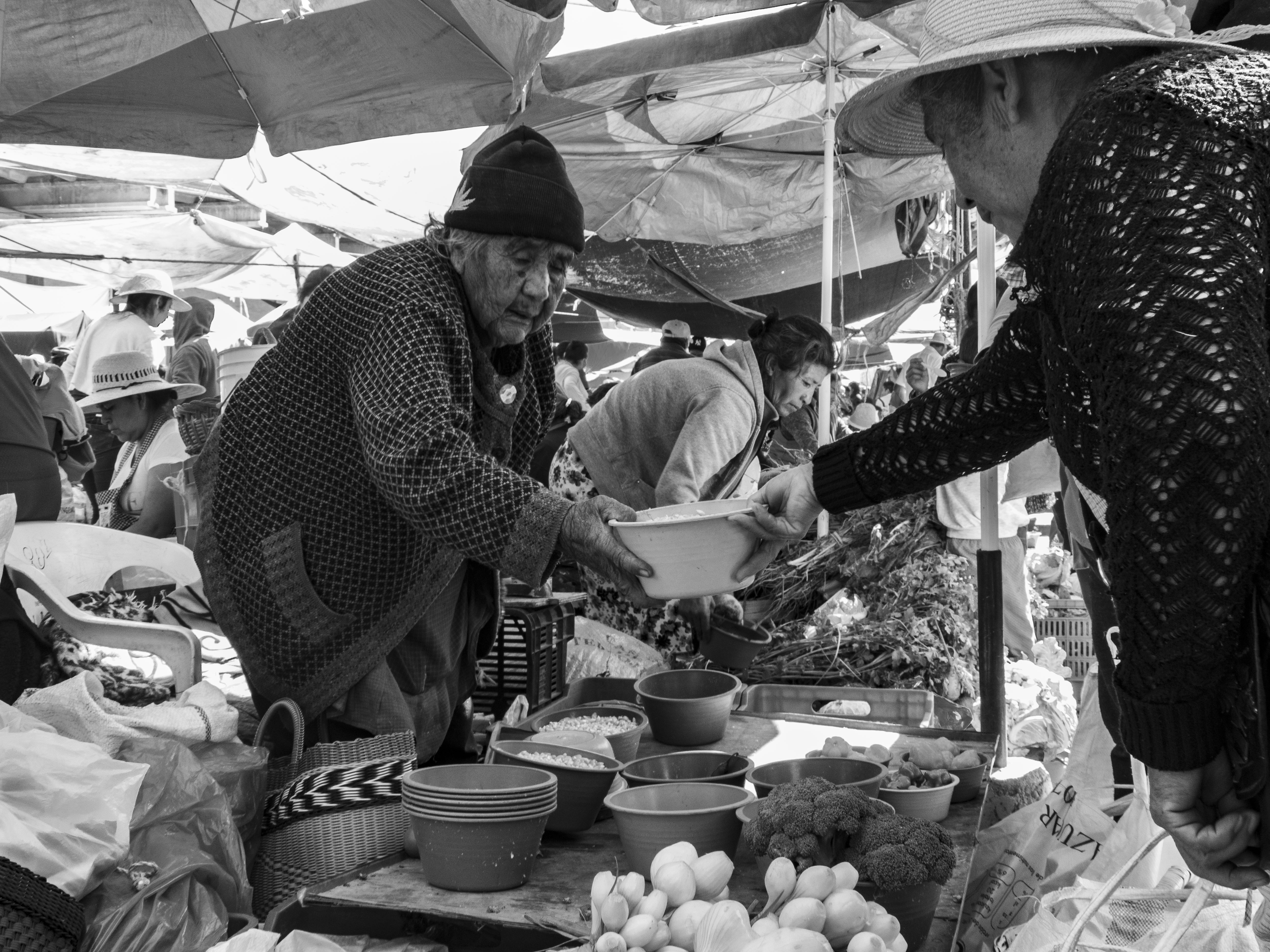
Trueque de maíz

La economía del don o economía de regalo —del Inglés gift economy— es un modo de intercambio en el que los objetos de valor no se comercializan o venden, sino que se entregan sin un acuerdo explícito de recompensas inmediatas o futuras. Las normas y costumbres sociales rigen una economía de regalo, los obsequios no se otorgan en un intercambio explícito de bienes o servicios por dinero, o algún otro mercancía o servicio. Esto contrasta con una economía de trueque o una economía de mercado, donde los bienes y servicios se intercambian principalmente de manera explícita por el valor recibido.
La naturaleza de las economías de regalo forma parte de un debate fundamental en antropología. La investigación antropológica en las economías de regalo comenzó con la descripción de Bronisław Malinowski del intercambio Kula en las Islas Trobriand durante la Primera Guerra Mundial. El comercio de Kula parecía ser un regalo, ya que los trobriandeses viajaban grandes distancias sobre mares peligrosos para dar lo que se consideraban objetos valiosos sin ninguna garantía de retorno. El debate de Malinowski con el antropólogo francés Marcel Mauss estableció rápidamente la complejidad del "intercambio de regalos" e introdujo una serie de términos técnicos como reciprocidad, posesiones inalienables y presentación para distinguir entre las diferentes formas de intercambio.

## Características
Según los antropólogos Maurice Bloch y Jonathan Parry, lo que más llama la atención es la relación inestable entre el mercado y el intercambio no comercial. El intercambio de regalos se distingue de otras formas de intercambio por una serie de principios, como la forma de los derechos de propiedad que rigen los artículos intercambiados y el carácter de la relación social que establece el intercambio de regalos. La ideología del regalo en sociedades altamente comercializadas difiere de las "prestaciones" típicas de las sociedades no mercantiles. Las economías de regalo también deben diferenciarse de varios fenómenos estrechamente relacionados, como los regímenes de propiedad común y el intercambio de mano de obra no mercantilizada.
Una cuestión a discernir es si los obsequios forman un intercambio que pueda caracterizarse como un sistema económico. El intercambio de regalos con frecuencia forma parte de otras instituciones —políticas, familiares o religiosas—y, por lo tanto, no constituye en sí mismo un sistema "económico".
Lewis Hyde describe el espíritu de la economía del don, en contraposición con la economía de mercado, diciendo que aquello que damos ha de ser regalado a su vez o algo que valga lo mismo, ha de seguir el camino. El regalo puede ser devuelto al dador original, pero esto no es lo más importante. Lo único esencial es que el regalo ha de moverse siempre. Él hace especial hincapié en que la economía del don tradicional se basa en la obligación de dar, la obligación de aceptar y la obligación de ser recíproco y esto es al mismo tiempo económico, jurídico, moral, estético, religioso y mitológico.
Hyde discute, en cierta manera contra Mauss, que hay diferencia entre el regalo "verdadero", dado únicamente como muestra de gratitud, y el regalo "falso", dado por obligación. Desde el punto de vista de Hyde, el regalo verdadero nos une más allá de la transacción comercial, pero no nos podemos sentir unidos a aquellos que nos dan falsos regalos. Haciendo referencia a Alcohólicos Anónimos, que funciona internamente como una economía del don, Hyde describe a un personaje característico: algunos pasan directamente de dejar de beber alcohol al último paso: tratar de ayudar al resto. Aquellos que han recibido el regalo de la sobriedad sienten la obligación de devolver el favor sin pasar por los diez pasos intermedios.
Es fácil fantasear con la idea de la economía del don, a la gente no siempre le gusta enmarañarse en una red de obligaciones. Marcel Mauss escribió: "El regalo no devuelto rebaja a aquel que lo acepta", como suele ocurrir con los jóvenes que buscan la independencia y deciden no aceptar más dinero de sus padres. El regalo hace que nos sintamos a gusto, el intercambio material no.
Otro problema de las economías del don es el origen del mismo. En economías del don históricas, quien regala obtiene los bienes del saqueo y del pillaje a otras comunidades. La costumbre de dar regalos puede incentivar la belicosidad en la comunidad y dejar pocas oportunidades para aquellos líderes más pacíficos que en tanto no lideran hacia el pillaje, no tienen bienes que obsequiar. La economía del don histórica parece conectar la generosidad intragrupal con el abuso intergrupal. Esto sería fruto de una forma espontánea de negociar con la avaricia intragrupal, más que surgir de una forma deliberada de organización altruista. Esto puede matizarse con que todos los sistemas históricos de organización social han tenido casos de abusos, en muchos casos son aislados o no necesariamente son parte inherente al sistema (conceptualmente podría funcionar sin ello), por lo que el abuso no sería una particularidad exclusiva de la economía del regalo.[cita requerida]
La economía del don se denomina en ocasiones economía de lo compartido, aunque muchos economistas reservan el término compartir para referirse al uso de un recurso por más de un consumidor, como una biblioteca pública.
Uno de los posibles beneficios de la economía del don, que comparte con las economías planificadas, es que da bienes a quienes lo necesitan, aunque no tengan en ese momento manera de dar algo a cambio. Por ejemplo, si algunas personas de una sociedad no tienen ningún bien material ni dinero que dar al mercado, aún pueden recibir caridad si existen los medios suficientes. De la misma manera, en la gran mayoría de las sociedades, los padres dan apoyo financiero a sus hijos en su infancia (en ocasiones también en la adolescencia) sin una negociación explícita de lo que esperan a cambio.
Algunas personas sostienen que variaciones de la economía del don podrían ser la clave para romper el círculo de la pobreza. Los anarcocomunistas promueven una economía del don voluntaria como un objetivo, sin dinero ni mercados lucrativos ni planificación centralizada. Este punto vista proviene al menos de Piotr Kropotkin, quien vio en las tribus de cazadores-recolectores que visitó el paradigma de la ayuda mutua.

### Obstáculos teóricos
Existen bastantes obstáculos que se oponen a la implementación de la economía del don tal y como la proponía Piotr Kropotkin para una sociedad anarcocomunista. Existen formas limitadas de economía del don en las familias, entre los amigos o en una comuna, como la economía iroquesa, en sus pequeñas tribus. Sin embargo, con tamaños de economía mayores, como el de las ciudades modernas, la economía del don puede no funcionar correctamente dado que las personas tienen un número limitado de personas a las que conocen y podrían no ser capaces de castigar debidamente a aquellos que se negaran a trabajar cuando tuvieran esta habilidad.[cita requerida]
Para que el sistema de regalos se mantenga de forma duradera y estable, se necesita suficiente confianza entre los participantes. Si falta ese ingrediente, el sistema es inviable, y la confianza (relativa) entre desconocidos, sólo puede apoyarse en instituciones organizadas u "oficiales", que garanticen y amparen el intercambio o comercio. Dicho de otra forma, el sistema sólo puede funcionar donde hay trato directo entre los participantes, es decir, en grupos necesariamente pequeños. Fuera de ese escenario, en grupos grandes de desconocidos, nadie estará dispuesto a regalar voluntariamente por mucho tiempo, sin saber si será correspondido o no. 
Estos puntos de vista no atacan directamente a la economía del don, critican todas las alternativas al libre mercado en general. Por ello, los que abogan por una economía del don pura creen que otros mecanismos sociales reemplazarán la necesidad de que haya precios. Aquellos que ofrezcan los mejores productos ganarán prestigio en la comunidad. Así, otras personas juzgan qué necesidades han de ser cumplidas antes, en contraste con la economía de mercado en la que los bienes se otorgan al consumidor que ofrezca el mejor precio. 
Kropotkin defiende que el beneficio mutuo es un incentivo mayor que la lucha mutua y es más efectivo a la hora de hacer que los individuos trabajen. Alega que la economía del don hace hincapié en la idea de aumentar las habilidades de los demás y sus medios de producción, lo que en conjunto incrementaría la habilidad de la comunidad de ser recíproco con el individuo que regala. Otra solución para evitar la ineficiencia en una economía del don pura debido al desperdicio de recursos que no se den a aquellos que más lo necesiten consiste en grupos de personas que conozcan la productividad de otros individuos, en lugar de dejar esta tarea a cada persona individualmente.

## Ejemplos
Algunos ejemplos de la economía del don son:
- Compartir comida en una sociedad de cazadores-recolectores, en la que actúa como mecanismo de protección ante una mala cosecha de uno de los individuos.
- El ritual potlatch de los amerindios, en el que los líderes dan gran cantidad de bienes a sus seguidores, fortaleciendo la cohesión del grupo. Al sacrificar parte de las riquezas acumuladas, el líder se garantiza una posición honorífica.
- Fiestas Theravāda del mérito budistas del sudeste asiático, similares al ritual anterior, pero los bienes son dados por cualquier miembro.[13]
- El desarrollo del software libre, hardware libre y otras formas de trabajo colaborativo.
- Freecycle.
- Una "red de favores" en una empresa, aunque en una red tal, se espera la reciprocidad.
- Una familia en la que cada generación paga la educación de la siguiente. Este es un ejemplo de regalo que crea una obligación implícita de dar un regalo a una tercera persona, en lugar de al que realiza el presente.
- Diezmo religioso.
- Filantropía y dar a la caridad.

### Economías del don tradicionales
Hyde cree que el origen de la economía del don se encuentra en el compartir de la comida. Usa como ejemplo el ritual de las islas Trobriand en el que el intercambio kula dicen "comida que no pudimos comer" cuando no es en absoluto comida lo que dan, sino un brazalete o un collar de conchas hecho únicamente para ser dado como regalo. El potlatch también apareció como una gran comida. Esto llevó a la noción existente en muchas sociedades de que el regalo es algo perecedero.
En muchas culturas está mal visto convertir los regalos en bienes o en capital. La antropóloga Wendy James cuenta que entre los Uduk, un pueblo en el noroeste de África, existe la costumbre de que cualquier regalo que cruza la frontera del clan ha de ser consumido, no se puede sacar beneficio de él. Por ejemplo, un animal regalado ha de ser comido, no criado.
Sin embargo, como en el ejemplo de los brazaletes y collares de los Trobriand, este "consumismo" se expresa en la idea de que el regalo debe circular. En otras sociedades, el acto de reciprocidad puede consistir en devolver otro regalo al donante original o entregarlo a una tercera persona. Quedarse el regalo sin ofrecer nada a cambio es una actitud reprochable. En los cuentos folk, dice Hyde, la persona que trata de quedarse con un regalo suele morir.
En una economía del don verdadera suele ocurrir que el intercambio de regalos sucede entre más de dos individuos. Un cuento de los Kashmir dice que dos mujeres brahmán intentaron cumplir sus obligaciones de caridad dándose los regalos entre ellas. Cuando murieron, se transformaron en dos fuentes envenenadas de las que nadie pudo beber, reflejando la inutilidad de este simulacro de regalo.
Esta idea de expandir el círculo se ve en sociedades en las que los cazadores dan animales a los sacerdotes, que los sacrifican a los dioses, los cuales se supone que devolverán abundante caza. Los cazadores no realizan el sacrificio ellos directamente.
Entre los principales estudiosos de las economías primitivas y economías del don encontramos a Karl Polanyi (El sustento del hombre), Marcel Mauss (Ensayo sobre el don), Bronislaw Malinowski (Los argonautas del Pacífico Occidental), Raymond Firth (We, the Tikopia)y Maurice Godelier, entre otros.

### En la cultura moderna
Existen ejemplos de economías del don en la economía global actual. Los bancos de sangre existentes en muchos países no dan una recompensa explícita por las donaciones. Las familias de los donantes de órganos tampoco reciben ninguna compensación por la donación. De hecho, que alguien cobre por los órganos es considerado sospechoso, incluso puede ser un delito.
La información está bien provista para una economía del don, dado que puede ser copiada y transmitida con coste prácticamente cero. Cuando compartes información, no te quedas sin ella, aunque puede que pierdas los beneficios que se pueden ganar en una economía de mercado con los derechos de propiedad intelectual. La investigación científica es un ejemplo de economía del don de la información. Los científicos escriben artículos de investigación que se apresuran a publicar en periódicos y conferencias. Otros científicos pueden citarlos gratuitamente. De hecho, cuantas más veces sea citado un científico, más prestigioso es, lo que se puede convertir en fondos económicos. Todos los científicos se benefician del conocimiento global de la comunidad científica.[cita requerida]
Wikipedia también ha sido estudiada desde esta perspectiva antropológica de la economía de la circulación de capital simbólico.
Las comunidades de software libre son otro ejemplo de economía del don de la información. Los programadores ponen el código fuente de sus programas en internet, de manera que cualquiera puede copiarlo o, lo que es más importante, modificarlo y mejorarlo. Así, los programadores consiguen prestigio y respeto, mientras que el conjunto de la comunidad se beneficia de un mejor programa. 
Ronald Coase defiende que las corporaciones son una forma de producción más eficiente que el mercado. Yochai Benkler escribió un artículo titulado "Coase's Penguin, or Linux and the Nature of the Firm" en el que dice que existe un tercer modo de producción denominado trabajo colaborativo. Charles Leadbeater habla de la "revolución de los amateurs profesionales" y la "economía de los profesionales amateur" en la que aficionados motivados por razones no económicas crecen en poder y apoyan una economía de lo compartido. Esfuerzos como la Creative Commons liderada por Lawrence Lessig anima a compartir y defiende que tanto la sociedad como las corporaciones se benefician de este intercambio.
Jordan Hubbard en un artículo de la revista "Queue" dice que el código abierto es una economía basada en el trueque, aunque la descripción coincide con la de una economía del don: "Los ingenieros del software voluntarios en la comunidad del software de código abierto están mucho más dispuestos a ayudar a aquellos que han mostrado su determinación al éxito del desarrollo del código abierto". Dicho de otra manera, la reciprocidad es una cuestión que atañe a toda la comunidad, no un simple quid pro quo.
Un ejemplo de economía de don ampliamente usado es "Beyond Barter" (más allá del trueque), también conocido como "The Los Angeles Skills Pool" (el almacén de habilidades de Los Ángeles). Los miembros de esta comunidad llevan desde 1975 compartiendo servicios de todo tipo entre ellos. Aunque no existe un "quid pro quo" al recibir un servicio, los miembros han de ofrecer servicios útiles a los demás, y han de estar disponibles a realizarlos cuando se necesite.
En la mayoría de las familias existen economías del don en miniatura, siendo regalos el tiempo, dinero, comida, alojamiento o servicios que se dan sin negociación ni reciprocidad instantánea. También se da en la guía que un mentor da a su discípulo: el objetivo es que el discípulo se convierta en mentor.
En las sociedades de las islas del Pacífico anteriores al siglo XIX existían economías del don de las cuales algunas llegan hasta la actualidad. Por ejemplo, en algunas de las islas Cook. En Tokelau, aunque ha surgido una economía de mercado, sigue existiendo una manera de economía del don en la práctica llamada inati: compartir igualitariamente toda la comida en cada atoll. Hoy hay comunidades diásporas en Nueva Zelanda, Australia y Estados Unidos. Aunque participan en la economía de mercado de sus respectivos países, algunos aún intentan mantener costumbres similares a la economía del don, como dinero y regalos recíprocos. La idea de regalo recíproco es una parte esencial de la cultura de Samoa (fa'aSamoa), Tonga (anga fakatonga) y otras comunidades diásporas del Pacífico.

## Economía del don en la ficción
- La trilogía marciana de Kim Stanley Robinson sugiere que nuevas sociedades humanas que surgieran lejos de la tierra usarían economías del don (en la historia, la economía de Marte).
- Los desposeídos de Ursula K. Le Guin trata en parte sobre una sociedad anarquista que usa la economía del don.
- Noticias de ninguna parte de William Morris es una novela utópica sobre una sociedad en la que impera la economía del don.
- La Gran Explosión de Eric Frank Russell describe el encuentro de una nave militar de reconocimiento con una sociedad pacifista "gandhiana" que usa la economía del don.
- Down and Out in the Magic Kingdom de Cory Doctorow describe una sociedad futura en la que el rejuvenecimiento y la mejora del cuerpo han hecho "obsoleta" a la muerte y los bienes materiales ya no escasean, por lo que tienen un sistema económico basado en la reputación.
- Cadena de favores, película estadounidense de 2001, dirigida por Mimi Leder, podría considerarse de interés para adentrarse en el concepto de regalo.

## Críticas
La palabra "don" se queda demasiado corta en comparación con la amplia variedad de palabras que usan aquellas culturas en las que la economía del don forma parte esencial de su sociedad. También es una vaga metáfora para describir la gran variedad de "dones" existentes. El término tiene su origen en los misioneros y antropólogos que sobresimplificaron[cita requerida] las sofisticadas transacciones de las así llamadas "culturas primitivas". Es una denominación paternalista, que compara las elaboradas formas de intercambio con tradiciones de los niños occidentales como las navidades.[cita requerida] Este legado colonial está ahora superpuesto por un aura romántico de las inocentes transacciones de nuestra infancia, perpetuando el mito de una "economía del don" en la antropología post-colonial.